# Dravidiens

Langues dravidiennes.

Les peuples dravidiens, également appelés Dravidiens, sont les termes utilisés pour désigner, parmi les peuples non aryens et non himalayens en Inde, ceux parlant des langues dravidiennes. Vingt-six langues dravidiennes sont recensées, parlées par plus de 250 millions de personnes.
Pour la plupart, elles sont concentrées dans la moitié sud de la péninsule indienne, mais deux exceptions existent dans le nord : les Brahouis au nord-ouest et les Kurukhs et Maltos au nord-est. D'autres locuteurs d'une langue dravidienne, le tamoul, vivent au Sri Lanka. Les plus nombreux peuples dravidiens (30-70 millions de personnes chacun) sont les Télougous, les Tamouls, les Kannadigas et les Malayalis. Il existe de plus petites communautés (de 1 à 5 millions de locuteurs) au Pakistan et dans le centre de l'Inde.

## Origine
Le terme « dravidien » provient du mot « drâvida », qui désigne en sanskrit les peuples occupant le sud de l'Inde. 

## Histoire
Il y a quatre histoires des Dravidiens : celle déduite des fouilles archéologiques et du patrimoine monumental, celle des textes issus des anciens États de l'Inde et des historiens qui les ont étudiés, celle des légendes, mythes et récits panégyriques qui mêlent épopées, religion et évènements historiques, et celle réinventée par des auteurs nationalistes modernes pour magnifier les origines et le passé des peuples dont ils sont issus. Le plus souvent, les deux premières sont compatibles entre elles, de même que les deux dernières entre elles, mais on trouve des différences parfois marquées entre le premier groupe d'un côté, et le second groupe de l'autre.

### Préhistoire et protohistoire
Durant la préhistoire, et selon les légendes, le peuple tamoul aurait eu un grand empire dans le Sud de l'Inde actuel sur un continent légendaire appelé Kumari Kandam, que des auteurs comme William Scott-Elliot (en) ou Jules Hermann préfèrent assimiler à la mythique Lémurie.
En 1994, selon les généticiens Luca et Francesco Cavalli-Sforza, les Dravidiens sont des « caucasiens à peau brune, aux traits faciaux et corporels caucasoïdes ». Ils les classent parmi les « caucasiens non européens » et en font des « méditerranéens orientaux ». Le groupe caucasoïde à peau foncée résulterait d'un habitat en zone tropicale, la péninsule indienne, la couleur de la peau étant pour eux une adaptation au climat. 
Selon des scientifiques et des historiens, les Dravidiens sont des descendants des agriculteurs néolithiques d'Asie occidentale d'Iran (monts Zagros) qui ont conquis et largement déplacé les chasseurs-cueilleurs locaux. Les proto-Dravidiens étaient probablement liés aux Élamites du sud de l'Iran. Ils sont arrivés en Inde il y a plus de 12 000 ans.
La civilisation de la vallée de l'Indus serait d'origine dravidienne. Les tests génétiques montrent, en effet, que l'ancienne civilisation de la vallée de l'Indus était principalement d'ascendance néolithique des agriculteurs de montagne Zagros (98 %) et cette composante d'ascendance est liée aux premiers Dravidiens.

## Génétique
Depuis les années 2010 et l'étude de l'ADN ancien, les études génétiques ont permis de mieux connaître le peuplement  du  sous-continent sud-asiatique qui se caractérise par une histoire complexe de migrations et d’interactions humaines, ainsi que par une variété de pratiques traditionnelles, qui ont toutes contribué à une vaste diversité culturelle et génétique.
La diversité génétique de l’Inde peut être ainsi décrite par un modèle de mélange entre deux populations ancestrales statistiquement reconstruites : les « Indiens du Nord ancestraux (ANI) », qui sont génétiquement apparentés aux Eurasiens de l’Ouest, y compris les Moyen-Orientaux, les Asiatiques centraux et les Européens, et les « Indiens du Sud ancestraux (ASI) », qui sont lointainement apparentés aux insulaires autochtones d’Andaman. L’ascendance ANI est proportionnellement plus élevée chez les locuteurs indo-européens et est également plus répandue dans les castes supérieures que dans les castes inférieures ou moyennes. En outre, la composante ANI présente une structure géographique discernable en Asie du Sud, qui diminue par rapport au nord-ouest. Ce gradient reliant l’ANI à l’ASI est connu sous le nom de « gradient Indien (Indian Cline) ».

Lignée paternelle L.

Les dernières études intégrant des données génomiques provenant à la fois de l’ADN ancien (ADNa) et des Asiatiques du Sud actuels ont permis d'affiner la modélisation de la formation de cette « Indian Cline » comme une combinaison de trois populations sources : (1) les « Anciens Indiens du Sud ancestraux (AASI) », qui représentent une lignée de chasseurs-cueilleurs sud-asiatiques hypothétique découlant d’une division de population qui s'est produite en même temps que la séparation des populations de l’Asie de l’Est, des ancêtres des Onge et des aborigènes australiens; (2) les Iraniens anciens et (3) les populations de steppes de l’âge du bronze moyen et tardif (Steppe-MLBA). Ces études suggèrent qu’un mélange génétique distinctif d’anciens Iraniens et d’AASI aurait pu former la base génétique de la civilisation de la vallée de l'Indus (IVC), ainsi ce mélange a été désigné par les auteurs, la « périphérie de l’Indus ». On a émis l’hypothèse que la « périphérie de l’Indus » a joué un rôle central dans la transformation des trois populations sources en deux populations ancestrales, l’ANI et l’ASI, qui façonnent l’actuel « gradient indien ».
Pendant le déclin de l’IVC, une partie de la population de la « périphérie de l’Indus » s’est mélangée à l’AASI pour former l’ASI dans les régions du sud de l’Inde, tandis que l’interaction ultérieure entre la « périphérie de l’Indus » et les populations entrantes steppiques-MLBA dans les régions du nord a entraîné la formation de l’ANI. Notamment, après cette période de mélange (il y a 4 200–1 900 ans), les populations indiennes semblent avoir montré un changement vers l’endogamie, réduisant par la suite le flux génétique. Dans ce contexte, une série de migrations historiques et de divisions socioculturelles de longue date ont structuré la variation génétique de l’Inde en un modèle unique de différents groupes endogames,.
Selon plusieurs études génétiques, les Dravidiens sont des descendants de populations néolithiques d'Asie occidentale qui ont migré vers le nord de l'Inde il y a plus de 12 000 ans. Après la chute de la culture de la vallée de l'Indus, les Dravidiens ont commencé à se répandre dans le sud de l'Inde, assimilant les chasseurs-cueilleurs locaux. Les premiers Dravidiens avaient entre 87 % et 98 % d'ADN néolithique d'Asie occidentale et étaient probablement étroitement liés aux Elamites du sud de l'Iran et aux populations du croissant fertile oriental. Les Dravidiens modernes ont conservé la plupart de leurs ancêtres néolithiques d'Asie occidentale et appartiennent principalement aux haplogroupes paternels L et H, qui sont des lignées ouest-eurasiennes. Cette ascendance néolithique d'Asie occidentale forme la principale ascendance des Asiatiques du Sud modernes avec environ 60 %. L'ascendance de la steppe indo-aryenne représente environ 30 %, tandis que l'ascendance des chasseurs-cueilleurs indigènes est en moyenne de 10 %,.

## Langue
Concernant l'origine des langues dravidiennes, plusieurs auteurs ont soutenu des liens avec l'élamite, qui fut parlé en Iran, du début du IIIe millénaire au IVe siècle av. J.-C. au moins,. Pour Ranajit Das et Priyanka Upadhyai, les preuves génétiques et archéologiques soutiennent cette théorie linguistique « élamo-dravidienne ».

## Religions
Aujourd'hui la grande majorité des Dravidiens pratique l'hindouisme, mais il existe des communautés de langue dravidienne qui sont musulmanes (par exemple les Brahouis), chrétiennes (par exemple à Pondichéry) et juives (par exemple à Calicot et Cochin).

## Art dravidien
L'art dravidien est essentiellement un art hindouiste, mais si la civilisation de l'Indus est bien une civilisation dravidienne dont les Brahouis seraient les derniers descendants, on peut alors considérer les artefacts de cette culture comme des témoignages d'un art dravidien ancien.

## Répartition contemporaine
Les données démographiques officielles permettent de proposer une estimation des populations au début du 21e siècle :	
- Badagas (en) (133 000)
- Brahouis (2 500 000)
- Chenchus (en) (?)
- Giraavarus (en) (Maldives) (<100)
- Gondis (13 000 000)
- Irular (200 000)
- Kannadas/Kannadigas (en)  (45 000 000)
- Kodavas (en) (160 000)
- Kondhs (1 600 000)
- Kurukhs/Oraons (en)  (3 700 000)
- Kurumbas (en) (?)
- Malayalis (en) (45 000 000)
- Paniyas (en) (?)
- Tamouls/Tamils (78 000 000)
- Télougous (en) (85 000 000)
- Todas (1000 à 2000)
- Toulous/Toulouvas (en) (1 850 000)